# David Willetts

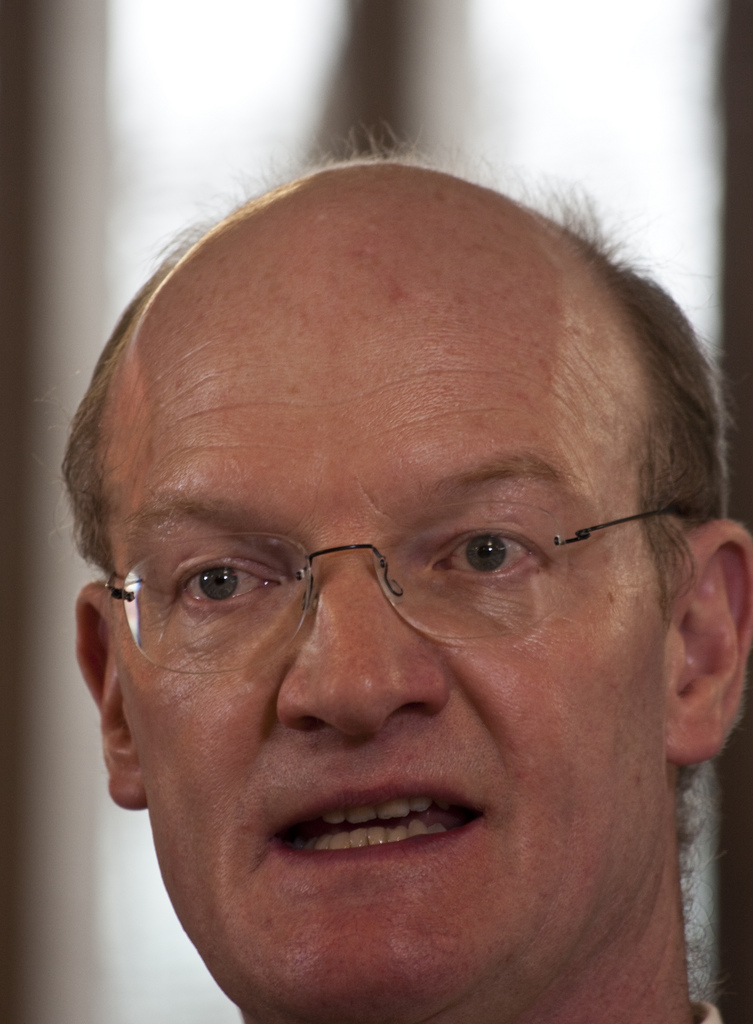
David Willetts (2010)

David Linsay Willetts, Baron Willetts (* 9. März 1956 in Birmingham) ist ein britischer Politiker der Conservative Party und war von 2010 bis 2014 Staatsminister für Hochschulen und Wissenschaft. Von 1992 bis 2015 war er Mitglied des House of Commons und ist seit 2015 als Life Peer Mitglied des House of Lords.

## Biografie

### Studium, berufliche Laufbahn und Unterhausabgeordneter
Nach dem Besuch der King Edward's School in Birmingham studierte er Philosophy, Politics & Economics am Christ Church der University of Oxford und war anschließend privater Forschungsmitarbeiter von Energieminister Nigel Lawson. Danach wurde er 1982 zunächst Mitarbeiter der Abteilung für Geldpolitik im Schatzamt und traf dort wiederum auf Nigel Lawson, der 1983 Schatzkanzler wurde. 1984 wechselte er in das politische Beratungsteam von Premierministerin Margaret Thatcher. 1987 wurde er dann Mitarbeiter am Zentrum für politische Studien (Centre for Policy Studies), einer 1974 von Margaret Thatcher und Keith Joseph gegründeten Denkfabrik. Für diese hält er auch heute noch Vorträge.
Neben einer Tätigkeit als Gastgelehrter (Visiting Fellow) am Nuffield College war er auch Gouverneur der Ditchley Foundation sowie Mitglied des Rates des Instituts für fiskalische Studien.
Seine eigene politische Laufbahn begann Willetts als Kandidat der Conservative Party, als er bei den Wahlen 1992 erstmals selbst zum Abgeordneten des Unterhauses (House of Commons) gewählt wurde, in dem er 23 Jahre lang den Wahlkreis Havant vertrat.

### Regierungsmitglied
1996 war er als Paymaster General für kurze Zeit Mitglied der Regierung von Premierminister John Major.
2005 wurde er ins konservative Schattenkabinett berufen und war dort zunächst „Schatten-Minister für Bildung und berufliche Bildung“, ehe er zwischen 2007 und Mai 2010 „Schatten-Minister für Innovation, Universitäten und berufliche Bildung“ war.
Nach dem Wahlsieg der Conservative Party bei den Unterhauswahlen 2010 wurde er am 12. Mai 2010 von Premierminister David Cameron zum Staatsminister für Universitäten und Wissenschaft (Minister of State for Universities and Science) im Ministerium für Unternehmen, Innovation und Qualifikationen und nimmt als solcher an den Sitzungen des Kabinetts teil.
Er selbst musste auf eine Berufung zum Minister verzichten, da das von ihm zuvor geleitete Schattenministerium in der Koalitionsregierung der Konservativen mit den Liberal Democrats von dem Liberaldemokraten Vince Cable übernommen wurde. Im Juni 2010 wurde er Mitglied des Privy Council.
Nachdem Willets im Mai 2010 zum Staatsminister für Hochschulen und Wissenschaft im Ministerium für Unternehmen, Innovation und Ausbildung (Secretary of State for Business, Innovation and Skills) ernannt worden war, verkündete er im September 2010, dass die Regierung eine Erhöhung der Studiengebühren beabsichtige. Am 14. Juli 2014 trat er als Staatsminister zurück und schied am 30. März 2015 auch aus dem House of Commons aus.

### Nach der politischen Karriere
Am 16. Oktober 2015 wurde Willetts zum Life Peer mit dem Titel Baron Willetts, of Havant in the County of Hampshire ernannt. Damit wurde er auch Mitglied des House of Lords.
2018 wurde Willetts als Ehrenmitglied in die Royal Society gewählt.

## Veröffentlichungen
Willets verfasste als Vordenker der neuen konservativen Politik Großbritanniens zahlreiche Bücher. Zu seinen wichtigsten Werken zählen:
- Happy Families? Four Points to a Conservative Family Policy, 1991, ISBN 1-870265-62-9.
- Modern Conservatism, 1992, ISBN 0-14-015477-9.
- Welfare to Work, 1992, ISBN 1-874097-18-6.
- Blair's Gurus, 1996, ISBN 0-14-026304-7.
- Why Vote Conservative?, 1997, ISBN 0-14-026304-7.
- Who do we think we are?, 1998, ISBN 1-897969-81-3.
- Left Out, Left Behind, 2003, ISBN 0-9545611-0-4.
- Old Europe? Demographic Change and Pension Reform, 2003, ISBN 1-901229-47-5.
- The Pinch: How the Baby Boomers Took Their Children's Future – And Why They Should Give It Back, 2010, ISBN 978-1-84887-231-8.